# (73149) 2002 GC100
(73149) 2002 GC100 – planetoida z pasa głównego asteroid okrążająca Słońce w ciągu 3,49 lat w średniej odległości 2,3 j.a. Odkryta 10 kwietnia 2002 roku.